# توماس كروسلي
توماس كروسلي (بالإنجليزية: Thomas Crossley)‏ (3 أغسطس 1967 ببلاكبرن في المملكة المتحدة - ) هو لاعب كرة قدم بريطاني في مركز الهجوم. لعب مع نادي بيرنلي.